# Lepturges rhytisma
Lepturges rhytisma là một loài bọ cánh cứng trong họ Cerambycidae.